# Mustinsuo
Mustinsuo este o arie protejată (arie specială de conservare — SAC, sit de importanță comunitară — SCI) din Finlanda întinsă pe o suprafață de 69 ha, integral pe uscat.

## Localizare
Centrul sitului Mustinsuo este situat la coordonatele 60°39′55″N 24°22′22″E / 60.6653°N 24.3728°E.

## Înființare
Situl Mustinsuo a fost declarat sit de importanță comunitară în iunie 2005 pentru a proteja 1 specie de plante. Situl a fost protejat și ca arie specială de conservare în aprilie 2015.

## Biodiversitate
Situată în ecoregiunea boreală, aria protejată conține 3 habitate naturale: Turbării active, Izvoare fino-scandinave și mlaștini produse de izvoare bogate în minerale, Mlaștini împădurite.
La baza desemnării sitului se află o specie protejată de  plante: Herzogiella turfacea.
Pe lângă speciile protejate, pe teritoriul sitului au mai fost identificate 3 specii de plante.